# Pidugurālla
Pidugurālla är en ort i Indien.   Den ligger i distriktet Guntūr och delstaten Andhra Pradesh, i den södra delen av landet, 1 400 km söder om huvudstaden New Delhi. Pidugurālla ligger 105 meter över havet och antalet invånare är 63 103.
Terrängen runt Pidugurālla är platt. Runt Pidugurālla är det tätbefolkat, med 286 invånare per kvadratkilometer. Närmaste större samhälle är Kārempūdi, 18,5 km väster om Pidugurālla. Trakten runt Pidugurālla består till största delen av jordbruksmark.